# Dryptodon capillatus
Dryptodon capillatus là một loài Rêu trong họ Grimmiaceae. Loài này được (De Not.) Ochyra & Żarnowiec mô tả khoa học đầu tiên năm 2003.